# Talite (Ort)
Talite ist ein osttimoresischer Ort im Suco Atu-Aben (Verwaltungsamt Bobonaro, Gemeinde Bobonaro). Er bildet keine zusammenhängende Siedlung, sondern besteht aus verstreut, einzeln stehenden Häusern, im Umfeld der Straße im Norden der Aldeia Talite. An der Straße befindet sich auch der Sitz des Sucos Atu-Aben. Östlich liegt der Ort Talitereman. Nördlich der Besiedlung erhebt sich der Foho Ilat-Laun (1061 m).